# Чубарка
Чубарка — деревня в Бежецком районе Тверской области. Входит в состав Лаптихинского сельского поселения.

## География
Находится в восточной части Тверской области на расстоянии приблизительно 14 км по прямой на юго-запад от районного центра города Бежецк.

## История
Деревня была отмечена еще на карте 1825 года. В 1859 году здесь (деревня Бежецкого уезда Тверской губернии) было учтено 14 дворов, в 1978 — 27.

## Население
Численность населения: 102 человека (1859 год), 13 (русские 92 %) в 2002 году, 13 в 2010.